# Le papillon
Le papillon (La mariposa) es un ballet fantástico, en dos actos (cuatro escenas) de 1860, con coreografía de Marie Taglioni y música de Jacques Offenbach, con libreto de Jules-Henri Vernoy de Saint-Georges.

## Historia
Le papillon fue presentado por primera vez por el Ballet de la Ópera de París en la Salle Le Peletier, el 26 de noviembre de 1860, después de una actuación de Lucía de Lammermoor. Los bailarines principales fueron Emma Livry (Farfalla / la mariposa), Louis Mérante (Príncipe Djalma), Louise Marquet (Hada Hamza) y Mme. Simon (Hada de los diamantes). El estreno y la segunda función contaron con la presencia de Napoléon III.
La Valse des rayons de la segunda escena del acto 1, fue reutilizada por Offenbach en el tercer acto de Die Rheinnixen (1864), y partes de la partitura se insertaron en la versión francesa de Whittington, Le Chat du diable (1893). El solo de Le docteur Miracle, "Eh! Oui, je vous entretiene!, de Los cuentos de Hoffmann se transformó en una Bohémiana en Le papillon. El Valse des rayons también se convirtió en una Danza Apache en el Moulin Rouge de París, y se utilizó en el musical Show Boat en 1927 como parte de la escena del Trocadero.
Marius Petipa creó una puesta en escena ampliada en cuatro actos para el Ballet Imperial con Ludwig Minkus adaptando la partitura de Offenbach. Se presentó por primera vez en enero de 1874 en el Teatro Imperial Bolshoi Kamenny de San Petersburgo con Ekaterina Vazem (Farfalla / la Mariposa), Lev Ivanov (Príncipe Djalma), Pável Gerdt (Patimate), Mathilda Madaeva (Fairy Hamza) y Lubov Radina (Hada de los diamantes). Petipa agregó una variación para Ekaterina Vazem al Grand pas des papillons,de Luigi Venzano; esta variación se conoció como el Pas Vazem y fue muy celebrada entre los balletómanos de San Petersburgo.
Pierre Lacotte inicio en 1977 en París, la reconstrucción de una parte de este ballet, el pas de deux del segundo acto (con la colaboración de Dominique Khalfouni), basado en relatos críticos contemporáneos. Y terminó de reconstruir el ballet completo en 1982 y fue bailado en la Ópera de Roma.
La partitura se utilizó para un ballet titulado Utopía dirigido por Elsa-Marianne von Rosen para la compañía de ballet de Gotemburgo en 1974. Habiendo decidido no hacer su propia versión del ballet completo, Frederick Ashton seleccionó piezas de la partitura para un pas de deux titulado Scène dansante, interpretado por primera vez por Merle Park y David Wall en Aldeburgh en 1975 y luego en una gala benéfica en el Adelphi Theatre Londres en 1977.
Ronald Hynd preparó una producción para el Ballet de Houston con su propio escenario adaptado y la partitura reorquestada por John Lanchbery, que se estrenó el 8 de febrero de 1979 y también fue bailada por una compañía de Johannesburgo (Performing Arts Council of the Transvaal). Entró en el repertorio del Sadler's Wells Royal Ballet el 7 de febrero de 1980. Descrito como el tributo de Hynd a Emma Livry, la trama se redujo y se reinició en Persia con muchas de las transformaciones y situaciones cómicas conservadas. Pero, en comparación con el material original de 1860, la partitura fue alterada en gran medida por Lanchberry, quien integró su propia composición dentro del corpus musical principal, cambió el orden de los números y eliminó gran parte de la partitura original de Offenbach.

## Sinopsis

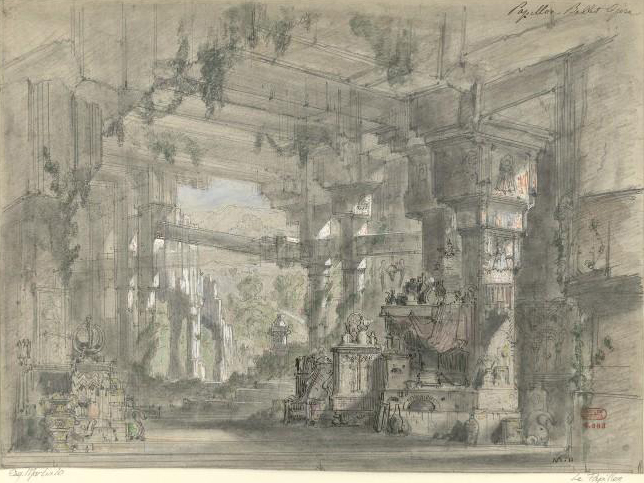
Diseño de Hugues Martin para el cuadro 1 del acto 1 de Le papillon

El ballet está ambientado en Circasia. Después del Preludio, el primer cuadro del acto 1 comienza con la vieja y malvada hada Hamza tratando a su sirviente con rudeza. Hamza una vez secuestró a Farfalla, la hija del emir, que ahora es su sirvienta. Al mirarse en el espejo, Hamza solo desea volver a ser joven y ser elegible para casarse, pero para ello debe ser besada por un joven príncipe.
Descansando de una cacería, entran el príncipe Djalma y su séquito. Todos disfrutan de la comida y el vino, aunque el tutor cree que Farfalla es la princesa que alguna vez fue secuestrada. El príncipe baila una mazurca con ella y le agradece con un beso. La borracha Hamza es molestada por los demás y se enfurece, atrae a Farfalla a una caja y, usando su muleta mágica, cuando la caja se abre de nuevo, emerge una hermosa mariposa. Las mariposas revolotean en la habitación desde puertas, ventanas e incluso la chimenea antes de ser perseguidas por Hamza.

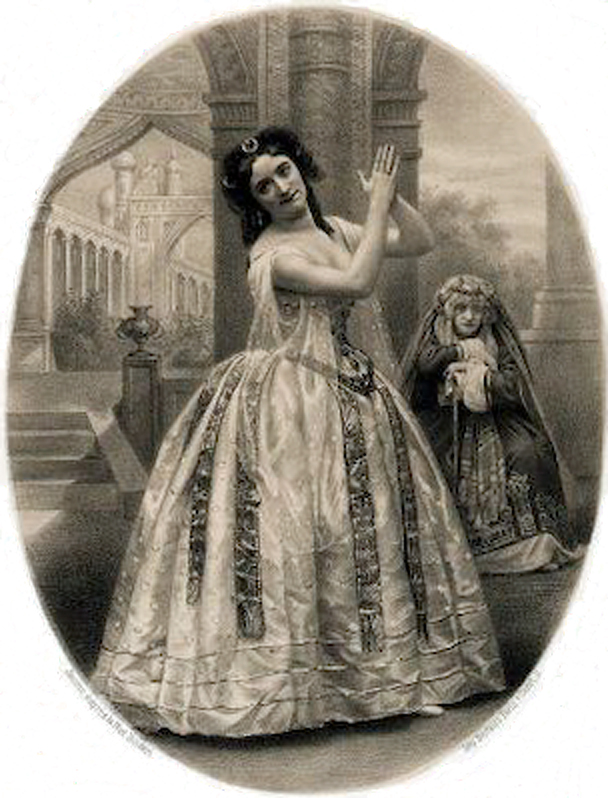
Marquet como el hada Hamza

Después de que el príncipe y su séquito han abandonado el castillo de Hamza, llegan a un claro del bosque, donde pronto entran las mariposas. Cuando el príncipe clava una de las mariposas a un árbol, de repente se convierte en una joven llorando. Cae al suelo inconsciente y, al inspeccionarla, parece ser la chica de la casa de Hamza que bailó con él. Pero se recupera y se reincorpora a los demás.
Hamza llega ahora al claro con su jardinero. Con su muleta mágica localiza a su doncella entre las mariposas y trata de atraparla con una red. Pero dejando su varita mágica desatendida por un momento, su jardinero Patimate intenta ayudar a Farfalla. Toca a su ama con la varita y ella queda congelada en el lugar y las mariposas se apresuran a capturar a Hamza en la red. Mientras tanto, Patimate le cuenta a Djalma sobre la verdadera identidad de Farfalla. Sin embargo, se olvida de tomar la varita mágica y un duende se la lleva. El príncipe se lleva al hada al palacio de su tío.
El acto 2 se abre en el palacio del emir Ismaël, donde llegan los felices Djalma y Farfalla en un carruaje dorado. Resulta que Farfalla es de hecho su hija y puede casarse con su sobrino Djalma. Sin embargo, cuando el príncipe intenta abrazar a su amor, Farfalla le recuerda que no mucho antes quería empalar una mariposa en un árbol. Djalma vuelve a intentar besarla, pero Hamza, acechando cerca, se lanza entre ellos y obtiene el beso destinado a Farfalla. El hechizo funciona para Hamza y se convierte en una hermosa joven. El príncipe Djalma se confunde al ver a las dos hermosas mujeres. Corteja al hada rejuvenecida, con la esperanza de que Farfalla se arroje a sus brazos, pero Hamza se enfurece y envía al príncipe a un profundo sueño, mientras que Farfalla se convierte de nuevo en una mariposa. El palacio del Emir se transforma en un parque.
El último cuadro, en jardines grandiosos, tiene a Djalma despertando, y se encuentra rodeado por un enjambre de mariposas, incluida su amada Farfalla. Hamza entra con sus cuatro hermanas alardeando de sus hazañas y soñando en secreto con casarse con el príncipe. Como ensayo para tal evento, convoca una banda de arpas doradas y un portador de antorchas. Farfalla se siente atraída por el resplandor de la antorcha, pero al tocar la lámpara quema sus alas y el encanto se desvanece, recupera su forma humana y se derrumba en los brazos del príncipe. Las hermanas de Hamza luego rompen la muleta mágica y juntas transforman a Hamza en una estatua. La boda con Djalma ya no tiene más obstáculos y la joven pareja puede casarse en el palacio de las hadas que aparece en los jardines.

## Grabaciones
- Offenbach: Le papillon (selección); Orquesta Sinfónica de Londres dirigida por Richard Bonynge, Decca SXL 6588, grabada en el Kingsway Hall en enero de 1972.
- Offenbach: Le papillon (tres extractos - música arreglada y reorquestada por John Lanchberry); Orquesta Sinfónica de la WDR de Colonia dirigido por Pinchas Steinberg, Capriccio, grabado en 1986, lanzado en 2010.
- Offenbach - Hommage mécanique - Malibran CDRG 214 ; incluye una suite de 30 minutos para órgano de barril basada en Le Papillon, además de música rara de óperas (La Diva, La Marocaine)